# Peugeot XPS
Peugeot XPS är en 49cc EU-moped.

## Tekniska data
- Chassi: Perimetrisk ram
- Kåpor -
- Fjädring fram: Teleskopgaffel ø36 mm (fjädringsväg 210 mm)
- Fjädring bak: Enkelstötdämpare (fjädringsväg 180 mm)
- Slanglöst framdäck 90/90-21
- Slanglöst bakdäck 120/80-18
- Bromsar -
- Frambroms: Skiva 240 mm
- Bakbroms: Skiva 200 mm
- Cylindervolym : 49,7 cc
- Motortyp: Encylindrig 2-takt
- Borrning/slaglängd: 40,3 x 39
- Kylning: Vätska
- Smörjning: Separat
- Start: Kickstart
- Bränsletillförsel: Förgasare
- Tändning: Elektronisk CDI
- Koppling: Våtlamell
- Drivning: Kedja, 6 växlar
- Tjänstevikt: 90 kg
- Längd: 2 010 mm
- Bredd: 845 mm
- Höjd: 1 205 mm
- Bensintank: 7,8 liter
- Oljetank: 1 liter